# Slimslør-familien
Slimslør-familien (Gomphidiaceae) er en familie i Rørhat-ordenen. Slimslørhatte har dog ikke rør, men lameller på undersiden af hatten.
| Slægter |

- Slimslørhat (Gomphidius)

| Svampe | Spire Denne artikel om svampe er en spire som bør udbygges. Du er velkommen til at hjælpe Wikipedia ved at udvide den. |